# Semoine
Semoine é uma comuna francesa na região administrativa de Grande Leste, no departamento de Aube. Estende-se por uma área de 22,55 km². Em 2010 a comuna tinha 201 habitantes (densidade: 8,9 hab./km²).